# Stylicletodes reductus
Stylicletodes reductus är en kräftdjursart som beskrevs av Wells 1965. Stylicletodes reductus ingår i släktet Stylicletodes och familjen Cletodidae. Inga underarter finns listade i Catalogue of Life.